# S.E. Hinton
S.E. Hinton (właściwie Susan Eloise Hinton, ur. 22 lipca 1948 w Tulsie, w stanie Oklahoma) – amerykańska pisarka.
Susan Eloise Hinton dorastała w robotniczej dzielnicy Tulsy. Jej matka pracowała w fabryce, a ojciec był sprzedawcą obwoźnym. Uczęszczał do Will Rogers High School, którą ukończyła w 1966. Podczas studiów napisała swoją pierwszą książkę The Outsiders, która została opublikowana w 1967. Idąc za sugestią wydawcy, tworzyła pod inicjałami S.E., aby nie zdradzać swojej płci. Sukces książki umożliwił jej kontynuowanie edukacji, którą ukończyła na Uniwersytecie w Tulsie w 1970.
Pisarka wydała jeszcze kilka innych książek z dużymi przerwami między publikacjami. Inne jej powieści dla młodzieży to: That Was Then, This Is Now (1971), Rumble Fish (1975), Tex (1979) i Taming the Star Runner (1988). Każda z tych książek przedstawia młodych ludzi wyobcowanych ze swoich rodzin i rówieśników, którzy są postrzegani jako osoby wchodzące na przestępczą drogę. Pierwsze cztery z jej książek zostały zekranizowane. Filmy Outsiderzy i Rumble Fish wyreżyserował  Francis Ford Coppola. Musicalowa adaptacja The Outsiders zadebiutowała na Broadwayu na początku 2024 i w tym samym roku zdobyła nagrodę Tony Award dla najlepszego musicalu. W latach 90. XX w. skoncentrował się na pisaniu książek dla dzieci. W 1995 opublikowała książki: Big David, Little David oraz The Puppy Sister. W 2004 wydała Hawkes Harbor horror skierowany do dorosłego czytelnika. Natomiast Some of Tim's Stories (2007) to książka dla młodzieży.

## Twórczość
- The Outsiders (1967), ekranizacja Outsiderzy (1983)
- That Was Then, This Is Now (1971), ekranizacja That Was Then...This Is Now(inne języki) (1985)
- Rumble Fish (1975), ekranizacja Rumble Fish (1983)
- Tex (1979)[2], ekranizacja Tex (film)(inne języki) (1982)
- Taming the Star Runner (1988)